# رقابت بین‌المللی چایکوفسکی

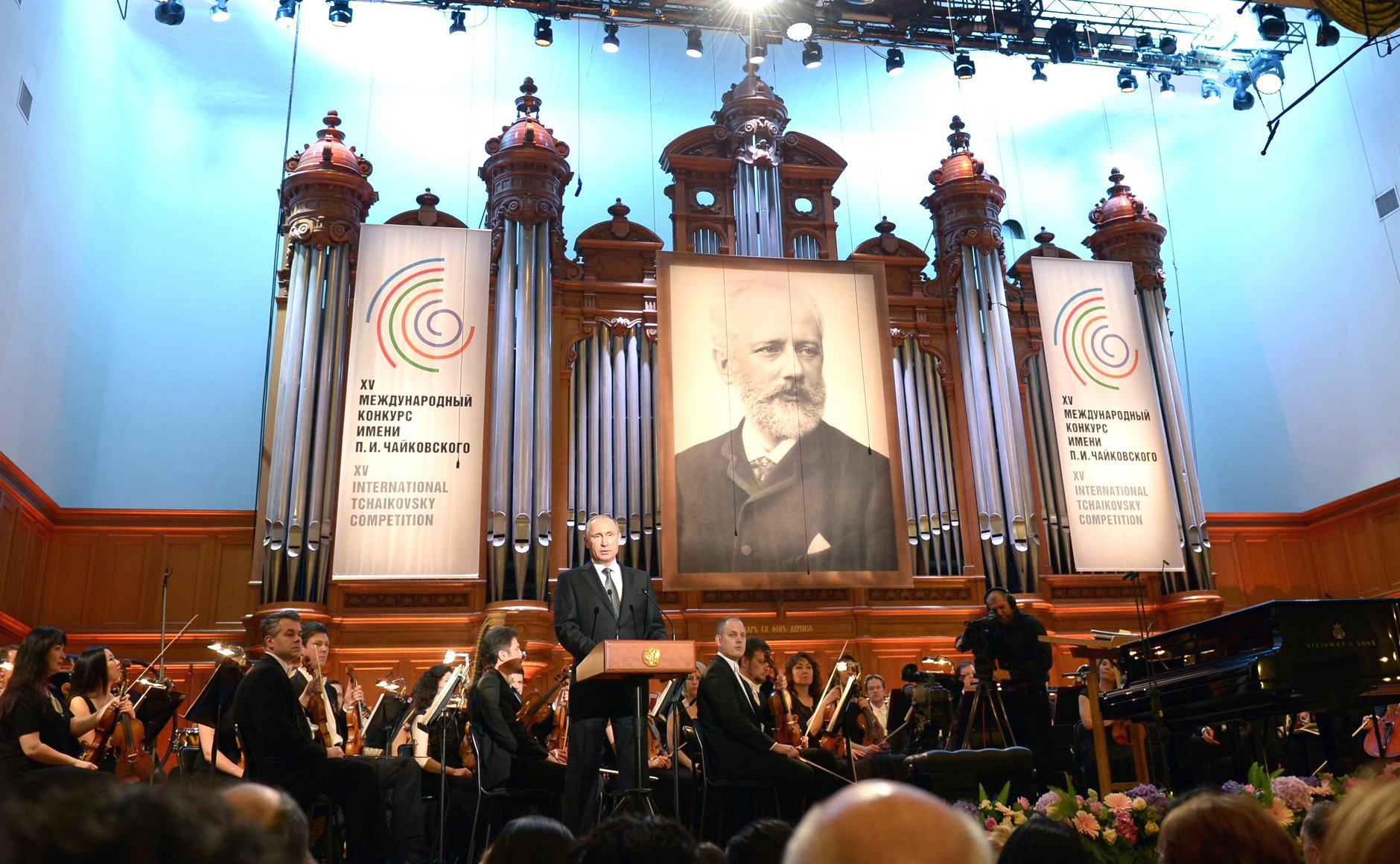
رقابت بین‌المللی چایکوفسکی

رقابت بین‌المللی چایکوفسکی (انگلیسی: International Tchaikovsky Competition) نام یک مسابقهٔ بین‌المللی موسیقی کلاسیک است که هر چهار سال یکبار، در شهر مسکو، مابین نوازندگان پیانو، ویولن و ویولنسل ۱۶ تا ۳۲ سال و همچنین خوانندگان ۱۹ تا ۳۲ ساله برگزار می‌شود.
این مسابقات نخستین بار در سال ۱۹۵۸ میلادی برپا و به افتخار پیوتر ایلیچ چایکوفسکی نام‌گذاری شد و هم‌اکنون یکی از اعضای فعالِ فدراسیون جهانی مسابقات بین‌المللی موسیقی است.
جدیدترین دورهٔ این مسابقات در ژوئن ۲۰۱۵ برگزار شد.